# آنتونلو استئاردو
آنتونلو استئاردو (ایتالیایی: Antonello Steardo؛ زادهٔ ۲۷ اوت ۱۹۵۸) بازیکن واترپلو اهل ایتالیا بود. وی در بازی‌های المپیک تابستانی ۱۹۸۰، ۱۹۸۴ و ۱۹۸۸ شرکت کرده‌است.